# Discografia dei Jesus Lizard
La discografia dei Jesus Lizard è composta da 6 album in studio, 2 live, 3 EP, e 2 raccolte. 

## Album in studio
| Anno | Titolo | Posizioni in classifica | Posizioni in classifica | Posizioni in classifica | Certificazioni | Certificazioni |
| Anno | Titolo | US 200                  | UK                      | AUS                     | US             | UK             |
| ---- | ------ | ----------------------- | ----------------------- | ----------------------- | -------------- | -------------- |
| 1990 | Head   | —                       | —                       | —                       | —              | —              |
| 1991 | Goat   | —                       | —                       | —                       | —              | —              |
| 1992 | Liar   | —                       | —                       | —                       | —              | —              |
| 1994 | Down   | —                       | 64                      | —                       | —              | —              |
| 1996 | Shot   | —                       | —                       | —                       | —              | —              |
| 1998 | Blue   | —                       | —                       | —                       | —              | —              |

## Album dal vivo
| Anno | Titolo | Posizioni in classifica | Posizioni in classifica | Certificazioni |
| Anno | Titolo | US 200                  | UK                      | US             |
| ---- | ------ | ----------------------- | ----------------------- | -------------- |
| 1994 | Show   | —                       | —                       | —              |
| 2011 | Club   | —                       | —                       | —              |

## EP
| Anno | Titolo           | Posizioni in classifica | Posizioni in classifica | Certificazioni |
| Anno | Titolo           | US 200                  | UK                      | US             |
| ---- | ---------------- | ----------------------- | ----------------------- | -------------- |
| 1989 | Pure             | —                       | —                       | —              |
| 1993 | Lash             | —                       | —                       | —              |
| 1998 | The Jesus Lizard | —                       | —                       | —              |

## Raccolte e cofanetti
| Anno | Titolo | Posizioni in classifica | Posizioni in classifica | Posizioni in classifica | Certificazioni | Certificazioni |
| Anno | Titolo | US                      | UK                      | AUS                     | US             | UK             |
| ---- | ------ | ----------------------- | ----------------------- | ----------------------- | -------------- | -------------- |
| 2000 | Bang   | —                       | —                       | —                       | —              | —              |
| 2009 | Inch   | —                       | —                       | —                       | —              | —              |

## Singoli
| Data | Titolo                                   | Etichetta            | Posizioni in classifica | Posizioni in classifica | Posizioni in classifica | Posizioni in classifica | Posizioni in classifica | Posizioni in classifica |
| Data | Titolo                                   | Etichetta            | US                      | US AC                   | UK                      | AUS                     | ITA                     | NOR                     |
| ---- | ---------------------------------------- | -------------------- | ----------------------- | ----------------------- | ----------------------- | ----------------------- | ----------------------- | ----------------------- |
| 1989 | Chrome/7 vs. 8                           | Touch and Go Records |                         |                         |                         |                         |                         |                         |
| 1990 | Mouth Breather/Sunday You Need Love      | Touch and Go Records |                         |                         |                         |                         |                         |                         |
| 1992 | Wheelchair Epidemic/Dancing Naked Ladies | Touch and Go Records |                         |                         |                         |                         |                         |                         |
| 1992 | Gladiator/Seasick                        | Touch and Go Records |                         |                         |                         |                         |                         |                         |
| 1993 | Puss/Oh, the Guilt (B-Side dei Nirvana)  | Touch and Go Records |                         |                         | 12                      |                         |                         |                         |
| 1993 | (Fly) On (The Wall)/White Hole           | Touch and Go Records |                         |                         |                         |                         |                         |                         |
| 1996 | Thumper/Good Riddance/Shut Up            | Capitol Records      |                         |                         |                         |                         |                         |                         |
| 1996 | Mailman                                  | Capitol Records      |                         |                         |                         |                         |                         |                         |
| 1998 | A Tale of Two Women                      | Capitol Records      |                         |                         |                         |                         |                         |                         |